# 神恩堂
神恩堂，为中国江苏省淮安市的一座大型基督教教堂，位于清浦区延安西路南侧。
该堂前身为美南长老会开辟的博古路礼拜堂，位于城内博古巷1号（今淮海南路东大街南侧），建于1931年，为城外同庆街礼拜堂分堂。1950年代拓宽博古路时，该教堂大部分被拆除，11间房屋仅剩3间，改为其他用途。
20世纪末，清浦区董振山牧师所在的教会发展迅速。2006年，清浦区政府划拨21亩土地，2年后建成高达9层（65米），建筑面积10100平方米的新教堂，造价3000万元，2009年5月22日举行开堂典礼，据称是目前亚洲最大的基督教教堂。